# Оногури
Оногури или Огури (Ὀνόγουροι, Οὔρωγοι, Οὔγωροι; Onογurs, Ογurs; „десет племена”, „племена”), били су туркијски номадски коњаници који су живели између реке Волге и Понтско-каспијске степе региона од 5 до 7. века, и говорили су огурским језиком.

## Етимологија
Сматра се да име Оногур потиче од Он-Огур „десет Огурских (племена)“. Савремени научници сматрају да турски термини за племе огуз и огур потичу од турског *ог/ук, што значи „сродство или бити сродан“. Термини у почетку нису били исти, јер је ок/огсиз такође значило „стрела“, док је огул значио „потомак, дете, син“, огуш/угуш је значило „племе, клан“, а глагол огша-/окша је значио „ бити сличан, личити“. По неким изворима верује се да модерно име „Мађарска“ (види назив Мађарске) потиче од Он-Огур (> (Х)Унгари).

## Језик
Огурски језици,  оногурски или огурски језици (такође познати као булгар (Bulgar), булгарски, болгарски, пре-прабугарски или лир-турски и р-турски) су грана породица туркијских језика. Једини постојећи члан групе је Чувашки језик. Први који су се одвојили од турске породице, огурски језици показују значајну дивергенцију од других турских језика, који сви имају каснијег заједничког претка. Језици из ове породице говорили су се у неким номадским племенским конфедерацијама, попут Оногура или Огура, Бугара и Хазара.

## Историја
Оногури су били једно од првих огурских турских племена која су ушла у понтско-каспијске степе као резултат миграција покренутих у Унутрашњој Азији. Мовес Каганкатватџи историограф иу 10. века забележио је, сматра се крајем 4. века, извесног Хонагура, „Хуна из Хонка“ који је извршио напад на Персију, која је била у сродству са Оногурима, а налазила се у близини Закавказја и Сасанидског царства. Историчари такође повезују Зионите са овим извештајем.
Према Прискусу, 463. године представници Ернакових Сарагура (Огур. сара, „Бели Огури“), Огура и Оногура дошли су цару у Цариград, и објаснили да су их из домовине протерали Сабири, који су био нападнут од стране Авара у Унутрашњој Азији. Овај сплет догађаја указује да су Огурска племена повезана са народом Тинг-линг и Тијеле. Сматра се да су припадали најзападнијим племенима Тијеле, међу којима су били и Ујгури-Токузи Огузи и Огузи Турци, а првобитно су се налазили у Западном Сибиру и Казахстану. Лав I је дао Ернаку земље издајничких Акацирских карадача, чија пространства су отприлике одговарале Украјини из 20. века. Каснији краљеви Оногурских Хуна укључивали су Грода, Мугела и Сандилха, чији су Утигури били ангажовани у грађанском рату против Кутригура из Кинијалона.
Порекло Кутригура и Утигура, који су живели у близини Оногура и Бугара, и њихов међусобни однос сматра се нејасним. Историчари нису сигурни како је настала унија између Оногура и Бугара, замишљајући то као дуг процес у којем се спајао велики број различитих група. Током тог времена, Бугари су представљали велику конфедерацију од које су Оногури чинили једно од основних племена, заједно са остацима Утигура и Кутригура, између осталих.
Јорданес у Гетици (551) поменуо је да су Хунугури (за које се верује да су Оногури) били познати по трговини кожом куне. У средњем веку кожа куне је коришћена као замена за ковани новац. Ово такође указује на то да су живели у близини шума и били у контакту са Угро-финским народима.
Сиријски превод Црквене историје Псеудо-Захарија Ретора (око 555) у западној Евроазији бележи Авнагур (Аунагур; сматра се Оногурима), внгвр (Оногур), вгр (Огхур). Аутор је написао следеће: „Авнагури (Аунагур) су људи, који живе у шаторима. Авгар, сабир, бургар, алан, куртаргар, авар, хасар, дирмар, сирургур, баграсир, кулас, абдел и хефталит су тринаест народа, који живе у шаторима, зарађују за живот од меса стоке и рибе, дивљих животиња и својим оружјем (заплена)“. О Бугарима и Аланима, током прве половине четвртог века, он је додао: „Земља Базгун... простире се до Каспијских врата и до мора, које су у Хунским земљама. Иза капија живе Бургари (Бугари). ), који имају свој језик, а људи су пагани и варвари. Имају градове. А Алани - имају пет градова." .
Оногури (Огури), у изворима из 6. и 7. века, помињу се углавном у вези са освајањем Авара и Гоктурка Западне Евроазије. Према заштитнику Менандра из 6. века, „вођа Ουγουρων“ је имао власт турчина Јабгу кагана у области реке Кубан до доњег Дона.
Почетком 7. века Теофилакт Симоката је забележио да је извесни Оногурски град Βακαθ уништен земљотресом пре његовог живота. Согдијско име указује да се налазио у близини иранске централне Азије.
Симоката је у писму турског Каγана (Тамгана) цару Маврикију запазио комплексно обавештење:

"...Каган је кренуо на други подухват и потчинио све Ὀγώρ. Овај народ је (један) од најмоћнијих због своје бројности и обуке за рат у пуној борбеној опреми. Направили су своја пребивалишта према истоку, одакле тече река Τίλ, коју Турци имају обичај да зову „Црни“. Зову се најстарије поглавице овог народа Οὐάρ and Χουννί."

Према Кагану, Оногури, Барсили, Сабири и друга племена су део оних Оуара (Уара) и Коуна (Хуна) који су стигли у источну Европу погрешно идентификовани за првобитне Аваре, и као такви, Уари и Хуни, су искористили предност ситуацији и почели да се називају Аварима. Симокатес такође препричава „када су Огор, дакле, потпуно доведен у пету (поражени), Каγан је предао поглавицу Κολχ (Колк)) угризу мача“, показује отпор Огура према туркијској власти. Историчари сматрају да је Тил Кара Итил (Црни Итил) река Волга (Атил/Итил), онда би поменути Ογωρ били Огури, док ако је у Унутрашњој Азији, онда би то могли бити Ујгури.

### Авари
До 568. године Авари су под Каганом Бајаном успоставили царство у Карпатском басену које је трајало 250 година. У Аварски каганат су више пута стизали сродни народи са истока: око 595. Кутригури, а затим око 670. Оногури. Аварски каганат је пропао након ц. 822, неколико деценија касније, Алмош и његов син Арпад освојили су Карпатски басен око ц. 862–895. Мађарски освајачи су заједно са турскојезичним Кабарима интегрисали Аваре и Оногуре.

### Стара Бугарска
Кубрат је средином 7. века организовао Оногуре под својим Царством Старе Велике Бугарске. Од 8. века византијски извори често помињу Оногуре у блиској вези са Бугарима. Агатон (почетак 8. века) је писао о нацији Оногурских Бугара. Нићифор I Цариградски (почетак 9. века) је забележио да је Кубрат био господар Онохундура, његов савременик Теофан Исповедник их је називао Онохундур–Бугарима. Кубрат се успешно побунио против Авара и основао Стару Велику Бугарску (Магна Булгариа)), такође познату као Онохундур-Бугарска држава, или Патриа Оногуриа у Равенској космографији. Константин VII (средина 10. века) је приметио да су Бугари раније себе називали Оногунзурима.
Оногур-Бугари који су се населили на реци Волги у 7. веку нове ере и прешли у ислам 922. године током мисионарског рада Ахмеда ибн Фадлана, населили су данашњу територију Татарстана.  После инвазије Бату-кана 1223–1236, Златна Хорда је анектирала Волшку Бугарску. Већина становништва је преживела, а уследио је одређени степен мешања између њих и Кипчака из Хорде. Оногурско-бугарска група у целини прихватила је егзоним „Татари“.
Ова асоцијација се раније огледала у јерменским изворима, као што су Асхкхаратсуитс, који се односе на Олконтор Бłкар, и Историја из 5. века Мовсеса Хоренација, која укључује додатни коментар писца из 9. века о колонији Вилендура Булкара. Маркуарт и Голден повезују ове облике са Игндром (*Улугундур) Ибн ал-Калбија (око 820), Внндур (*Вунундур) из Худуд ал-'Алама (982), Влндр (*Вулундур) из Ал-Масуди (10. век) и мађарски назив за Београд Нандорфехервар, нндр (*Нандур) Гардизија (11. век) и *Вунунтур у писму хазарског краља Јосифа. Сви облици показују фонетске промене типичне за касни огурски (протетски w-; o- > wo-, u-, *wu-).

## Белешке
1. ↑  „Попут имена Скит до раног средњег века, име Хун је постало генерички (обично пежоративни) појам у каснијој историји за све степске ратнике, или чак било који непријатељски народ, без обзира на њихов стварни идентитет..[14][15]